# Бренер, Фабрисио
Фабрисио Бренер (исп. Fabricio Brener; 26 мая 1998, Кордова, Аргентина) — аргентинский футболист, полузащитник клуба «Бельграно», выступающий на правах аренды за клуб «Нуэва Чикаго».

## Клубная карьера
Бренер — воспитанник футбольной академии «Бельграно». 26 августа 2017 года в матче против «Банфилда» он дебютировал в аргентинской Примере. 25 ноября в поединке против «Химансии Ла-Плата» Фабрисио забил свой первый гол за «Бельграно».